# Bordás homorcsa
A bordás homorcsa (Melanopsis parreyssi) egy kihalt csigafaj, amely kizárólag a püspökfürdői termáltóban élt. Ismert még nagyváradi maradványcsiga és bordás tornyoscsiga néven is. A faj utolsó példányai 2016-ban pusztultak el.

## Megjelenése
Váza, melyet operculummal képes volt lezárni, ha visszahúzódott, szép. Soós Lajos malakológus így jellemezte: „Lépcsőzetesen egymás fölé sorakozó kanyarulatait lendületes bordák keresztezik, s hogy a héj szerkezete még díszesebb legyen, a bordák vége csomósan megduzzad, olyan díszítést adva a háznak, amilyen egyébként csak a trópusok alatt élő csigákon szokott előfordulni” ez a tropikus jelleg nem a puszta véletlen műve.

## Előfordulása
Kizárólag a Nagyváradhoz közeli püspökfürdői lótuszrezervátum termáltavában élt, a feltörő meleg víz évmilliók óta trópusi körülményeket biztosított, és ezáltal refúgiumként szolgált a jégkorszakok előtt elterjedt melegigényes fajoknak, melyek a Föld átlaghőmérsékletének csökkenése miatt más vizekben kihaltak. Ezért a tóban élő fajok reliktumok, azaz maradványfajok voltak.
A tó vizét szolgáltató forrás a 2010-es évek közepére teljesen elapadt és befagyott, majd kiszáradt a környéken folytatott termálvíz kitermelés miatt. Végül a 2020-as világjárvány idején a turizmus csökkenése miatt megcsappant termálvíz kitermelés okán a termálforrás ismét feltört, ám ekkorra a benne élő fajok már nem voltak sehol, a hévízi tündérrózsa (Nymphaea lotus f. thermalis) és a rakovicai kele (szivárvány kele, Scardinius racovitzai) fogságban fennmaradt, de a homorcsát úgy tűnik nem sikerült megmenteni.
Korábbi források alapján a faj egy Bulgáriában megtalálható termálforrásban is jelen volt, ám későbbi vizsgálatok eredményei szerint innen is kipusztult. A 20. században betelepítési kísérlet történt a budai Malom-tóba is ám ez sikertelennek bizonyult, feltehetően a túlzottan alacsony hőmérséklet miatt.

## Életmódja
A természetben különféle szerves törmelékekkel és bevonatokkal táplálkozhatott, fogságban minden csigák számára megfelelő eleséget elfogadott. Amennyiben a környezeti feltételek kedvezőtlenek voltak, például alacsony hőmérséklet esetén, a talajba ásta magát és többnyire passzívan viselkedett.

## Szaporodása
Petéit nem zselés csomókban, hanem egyenként helyezte el szilárd felületeken. Az Akvárium Magazin 100. számában felvetődött a lehetősége, hogy fonalalgákra rakták le őket, régebbi források szerint bármilyen szilárd felülettel megelégedtek. Ugyanez a forrás említi, hogy a fejlődő kiscsigák jól megfigyelhetők voltak a peteburkon belül. Az utolsó ismert példányai bár fogságban raktak le petéket, ám azok ismeretlen okokból nem keltek ki.

## Ökotípus
A tóból kifolyó lehűlt vízben egy kicsivel hűvösebb körülményekhez alkalmazkodott ökotípusa élt, ennek mérete nagyobb volt és váza kevésbé mutatkozott díszesnek. Ezt az ökotípust Melanopsis hungarica néven szokták említeni, valójában azonban nem külön fajról van szó.

## Külső hivatkozások
- A bordás homorcsa szomorú sorsa a fajkihalás tankönyvi példája, Qubit